# Artemita argentea
Artemita argentea är en tvåvingeart som beskrevs av Osten Sacken 1886. Artemita argentea ingår i släktet Artemita och familjen vapenflugor. Inga underarter finns listade i Catalogue of Life.